# Pioneer Junction
Pioneer Junction – jednostka osadnicza w Stanach Zjednoczonych, w stanie Montana, w hrabstwie Lincoln.